# Mădălina Diana Ghenea
Mădălina Diana Ghenea (pron. [mədəˈlina diˈana ˈɡene̯a]; Slatina, 8 agosto 1987) è una modella e attrice rumena.

## Biografia
Studia danza classica per sette anni e pianoforte. Inizia la carriera di modella a 14 anni, quando dalla Romania si trasferisce a Milano per una sfilata di Gattinoni.

## Carriera
Nel 2007, appare nel videoclip della canzone Il tempo tra di noi di Eros Ramazzotti; l'anno seguente è una delle protagoniste del calendario Peroni. Nel 2010, oltre ad apparire sulla copertina del mensile italiano Lady Sposa, diventa famosa girando uno spot televisivo per la compagnia telefonica 3 Italia, insieme all'attore Raoul Bova e alla comica Teresa Mannino. Dal novembre dello stesso anno è la nuova testimonial di 3.
Nel 2011 è tra i concorrenti della settima edizione del talent show Ballando con le stelle, in onda su Rai 1, in coppia con Simone Di Pasquale. Sempre nello stesso anno debutta sul grande schermo con la pellicola di Enrico Lando I soliti idioti - Il film, dove recita accanto ai protagonisti Fabrizio Biggio e Francesco Mandelli. Nel 2013 ritorna nelle sale cinematografiche con il film Razzabastarda, opera prima di Alessandro Gassmann, presentata nel 2012 in anteprima al Festival Internazionale del Film di Roma, dove vince il suo primo premio per il ruolo di Dorina, l'unico riconoscimento rivolto al sociale attribuito all'interno della manifestazione del festival.
Nelle sale anche con Dom Hemingway, diretto da Richard Shepard, co-protagonista insieme a Jude Law. Inoltre riceve il Premio Afrodite, dedicato alle donne dello spettacolo e della cultura, come Rivelazione dell'anno.
Nel 2014 interpreta il ruolo di Dorotea Malatesta nella serie televisiva I Borgia. Nel 2014 è nel cast del film Youth - La giovinezza, diretto da Paolo Sorrentino, tra i protagonisti anche Michael Caine e Harvey Keitel. Nello stesso anno appare nello spot del profumo Legacy di Cristiano Ronaldo.
Nel 2015 viene premiata da Vanity Fair al Taormina Film Fest con il premio Rising Star Award. 
Dal 9 al 13 febbraio 2016 affianca Carlo Conti, Gabriel Garko e Virginia Raffaele alla conduzione del Festival di Sanremo 2016. Nello stesso anno ha un ruolo nel film Zoolander 2 di Ben Stiller e viene premiata al Giffoni Film Festival. 
Nel 2018 è co-protagonista insieme a Darren Criss nel film All You Ever Wished For di Barry Morrow e gira uno spot televisivo per la compagnia telefonica 3 Italia assieme al calciatore Giorgio Chiellini.
Nel 2019 diventa Ambassador Worldwide del prestigioso marchio di gioielli Damiani, la cui campagna mondiale viene coprodotta dalla casa di produzione dell'attrice.
Nel 2020 partecipa in competizione al Festival International du Film Francophone de Namur con il film Urma, nel quale è protagonista. Molto impegnata nel sociale e ambasciatrice di Artists for Peace and Justice e Hospices of Hope.

## Vita privata
Dalla fine del 2012, fino all'estate del 2013, è stata vista con l'attore Gerard Butler. Per qualche mese, fino al gennaio 2014, ha avuto un flirt con l'attore irlandese Michael Fassbender, conosciuto durante il Toronto International Film Festival nel settembre 2013.
Dalla primavera del 2016 ha una relazione con l'imprenditore rumeno Matei Stratan. La coppia ha una figlia, Charlotte, nata il 4 aprile 2017 a Bucarest.
Dopo presunti tradimenti da parte di Stratan la coppia si lascia definitivamente intorno al marzo 2019. Mădălina Diana Ghenea è stata anche legata a Philipp Plein. Nell'agosto 2023 viene resa ufficiale la sua relazione con il tennista bulgaro Grigor Dimitrov.
Madalina Ghenea parla correntemente romeno, italiano e inglese.

## Filmografia

### Cinema
- I soliti idioti - Il film, regia di Enrico Lando (2011)
- Razzabastarda, regia di Alessandro Gassmann (2012)
- Dom Hemingway, regia di Richard Shepard (2013)
- Youth - La giovinezza, regia di Paolo Sorrentino (2015)
- Zoolander 2, regia di Ben Stiller (2016)
- All You Ever Wished For, regia di Barry Morrow (2018)
- House of Gucci, regia di Ridley Scott (2021)
- Deep Fear, regia di Marcus Adams (2023)

### Televisione
- Ballando con le stelle 7 (Rai 1, 2011) - Concorrente
- I soliti idioti (MTV, 2012) - Se stessa
- I Borgia, registi vari (Sky Atlantic, 2014) - Dorotea Malatesta
- 66º Festival della Canzone Italiana di Sanremo (Rai 1, 2016) - Co-conduttrice

### Videoclip
- Il tempo tra di noi di Eros Ramazzotti (2007)

## Doppiatrici italiane
Nelle versioni in italiano delle opere in cui ha recitato, Mădălina Diana Ghenea è stata doppiata da:
- Valentina Mari in Dom Hemingway
- Ughetta d'Onorascenzo in Youth - La giovinezza
- Barbara Villa in I Borgia

## Campagne pubblicitarie
- Grimaldimare
- Amarea
- Borghetti Liquore (2010)
- Cristiano Ronaldo Legacy (2015)
- Deha (2011-2012)
- Gioelliamo
- 3 Italia (2010-2012, 2018)
- hunkemoller
- Lascana (2011)
- Lepel
- Lise Charmel
- Lovable
- Love republic (2013)
- New Yorker
- Parah
- Piera Lingerie
- Solera Intimo
- Tre
- Yamamay (2023)